# 埃德雷米特 (凡城省)

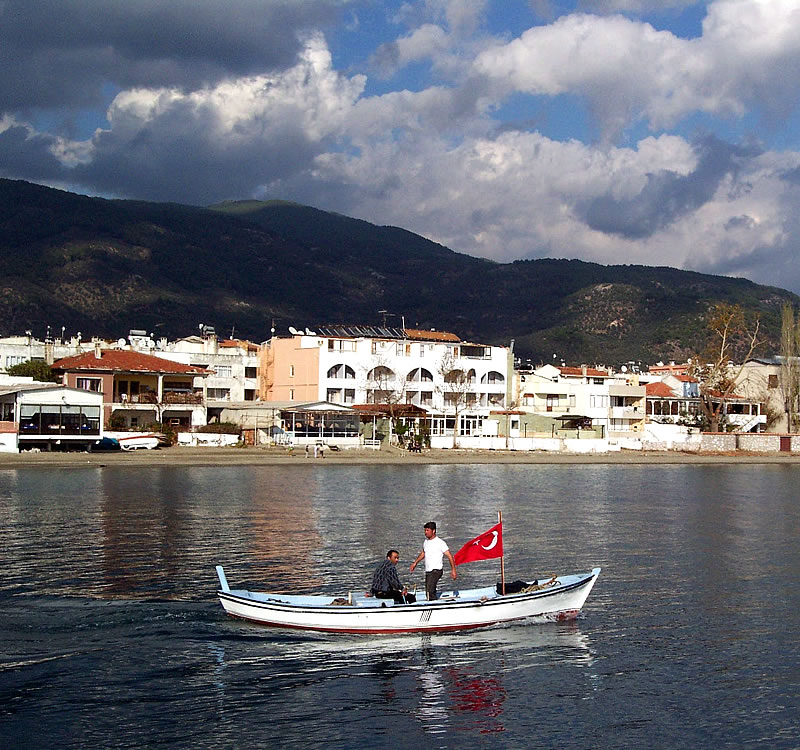
埃德雷米特

埃德雷米特是土耳其的城鎮，由凡城省負責管轄，位於該國西南部凡湖沿岸，距離首府凡城18公里，面積142平方公里，該鎮受2011年11月9日發生的矩震級5.6級地震所波及，2010年人口12,918。
38°25′N 43°15′E / 38.42°N 43.25°E